# Королівська опера (Валетта)
Королівська опера (Валетта)(It-Teatru Rjal) — мальтійський театр, розміщений в мальтійської столиці Валлетті, побудований в 1866 році за проєктом британця Едварда Міддлтона Баррі

## Історія
Архітектором будівлі є Едвард Міддлтон Баррі, який проєктував Королівський театр Ковент-Гарден. У 1861 році були готові плани зовнішнього вигляду театру. Початкові плани довелося скорегувати в зв'язку з тим, що вулиці по боках від театру не враховувалися в плані, і результатом коригувань стала поява тераси на боці  Страда-Реалі (нині вулиця Республіки). Будівництво почалося в 1862 році після знесення будинку «Каса делла Джорната». Довжина театру була 63 м, ширина — 34 м. Через 4 роки Оперний театр мав  1095 сидячих місць і 200 стоячих. Він був урочисто відкритий на церемонії 9 жовтня 1866 року. 25 травня 1873 року  сталася сильна пожежа, внаслідок якої постраждав інтер'єр театру.  Відновили театр у 1877 році, відкриття відбулося  11 жовтня 1877 р: на сцені була поставлена «Аїда» Джузеппе Верді.
Цей театр був однією з найбільш красивих пам'яток Мальти.  Пророблялися варіанти його знесення, проте в 2013 році за проєктом Ренцо Піано театр був відновлений: в даний час він відомий як Пьяцца Театру Рьяль

## Руйнування
У вівторок увечері 7 квітня 1942 року  сили люфтваффе здійснили авіаналіт на Валетту: бомби потрапили прямо в будівлю і зруйнували його. Були знищені портик і зал для глядачів; вціліла тільки частина заднього крила недалеко від колонади. У 1950-ті роки частина руїн була знищена задля  безпеки. Про театр нагадували тільки залишки тераси і колони.
Місце, де стояв театр, згодом розчистили від сміття і уламків, однак неодноразово уряди післявоєнних років робили спроби відновити театр. У 1953 році було запропоновано шість проектів, спеціально створений комітет зупинився на проекті Дзавеллані-Росси і рекомендував його прийняття Уряду, проте Лейбористська партія виступила проти будівництва з фінансових міркувань, незважаючи на виділення 280 тисяч фунтів. У 1957 році цей проект був згорнутий. З 1961 року про реконструкцію ніяких обговорень не велося. У 1980-і роки мальтійці зв'язалися з Ренцо Піано і почали обговорювати питання будівництва нової будівлі на місці театру і поновлення Міської брами. У 1990 році пропозиції Піано були схвалені урядом, але до роботи ніхто так і не приступив. У 1996 році лейбористський уряд оголосив про спорудження комерційного і культурного комплексу з підземною парковкою на місці театру до початку нового тисячоліття. У кінці десятиліття свої плани зі спорудження культурного центру запропонував і місцевий архітектор Річард Інгленд.

## Відбудова театру
У 2006 році уряд прийняв до розгляду проєкт будівництва нової будівлі парламенту: на той момент парламент засідав в будівлі колишньої збройової при Палаці гросмейстерів. Розгляд закінчилося відхиленням проєкту, оскільки всі вважали, що на місці театру може стояти тільки культурна установа. До обговорення проєкту про будівництво нової споруди підключився знову Ренцо Піано. 
Проєкт не обговорювався аж до парламентських виборів, а 1 грудня 2008 року прем'єр-міністр Лоренс Гонці відновив обговорення проєкту бюджетом 80 млн. Євро. Піано переконав не будувати парламент на місці Королівського театру, запропонувавши перенести будинок на територію Площі Свободи і відновити Міську браму. Він запропонував на місці зруйнованого оперного театру побудувати театр під відкритим небом (амфітеатр).
Рішення Піано за тими мірками було досить сміливим, однак уряд схвалив ці плани. 8 серпня 2013 року театр був офіційно відкритий і отримав назву Пьяцца Театру Рьяль.